# Ophelosia aligherini
Ophelosia aligherini är en stekelart som beskrevs av Girault 1927. Ophelosia aligherini ingår i släktet Ophelosia och familjen puppglanssteklar. Inga underarter finns listade i Catalogue of Life.